# L'Ourse
Ne doit pas être confondu avec L'Ours (conte russe).

L'Ourse (L'orza) est un conte figurant dans le Pentamerone (II-6), recueil de contes merveilleux – premier en son genre –, publié en napolitain vers 1635, œuvre posthume de Giambattista Basile. Le récit constitue une version primitive de Peau d'Âne, bien que la peau d'âne soit ici, comme le titre l'indique, une peau d'ourse.

## Résumé
Se sentant sur le point de mourir, la reine Nardella fait promettre à son mari de ne se remarier qu'à condition que ce soit à une femme aussi belle qu'elle. Sinon, elle jure de le poursuivre de sa malédiction. Elle meurt et, comme le roi n'a qu'une fille et qu'il souhaite avoir un descendant mâle, il part en quête d'une nouvelle épouse. Après avoir passé en revue bon nombre de femmes, il réalise que sa fille, Preziosa, est en fait la seule à égaler sa mère en beauté. Le roi lui annonce son projet de l'épouser. Preziosa, en colère et désespérée, se retire dans sa chambre.
Une vieille femme vient alors, et lui donne un petit morceau de bois qui, lorsque la jeune fille le met en bouche, transforme celle-ci en ourse. Quand son père la somme d'apporter le registre de mariage, elle utilise le bâtonnet magique et, devenue ourse, effraye son père avant de prendre la fuite.
Elle se retrouve dans la forêt. Là, l'ourse est découverte par un prince. Ému par sa gentillesse, il l'emmène avec lui et l'installe dans son jardin, veillant à ce qu'elle ne manque de rien. De sa fenêtre, il peut l'observer à loisir. Un jour, il la surprend sous son apparence de jeune fille tandis qu'elle a ôté de sa bouche le bâtonnet, de façon à pouvoir se peigner les tresses. Mais, il n'est pas descendu jusqu'au jardin que, déjà, Preziosa a remis le bâtonnet en bouche et est redevenue ourse. Le prince, alors, tombe littéralement fou amoureux de la vision qu'il a eue. Dans son délire mélancolique, il parle de l'ourse, et sa mère, pensant que la bête l'a blessé, ordonne qu'on la tue. Les serviteurs, au lieu de cela, apitoyés par sa douceur, la laisse s'échapper dans la forêt.
Le fait vient à la connaissance du prince qui, aussitôt, bien que pantelant, part à la recherche de l'ourse. Il finit par la trouver. Il la ramène chez lui et l'enferme dans une chambre. Ses suppliques, cependant, ne parviennent pas à la faire redevenir humaine, aussi sombre-t-il de nouveau dans la folie. Sa mère lui demande ce qu'il désire, et il obtient qu'on lui amène l'ourse dans sa chambre et qu'elle soit à son service. Tour à tour infirmière, cuisinière, et femme de chambre attentionnée, l'ourse fait tout ce qui lui est demandé, ce qui rend le prince encore plus amoureux, et encore plus fou. Il prie sa mère de le laisser donner des baisers à l'animal, ce que la mère accepte. Au moment où il l'embrasse, le bâtonnet tombe de la bouche de l'ourse, qui redevient Preziosa, et le prince se saisit d'elle. Elle lui offre son honneur. Preziosa raconte son histoire et, pour finir, après avoir reçu la bénédiction maternelle, le prince épouse la jeune fille. Ce qui justifie le proverbe : « Qui fait bien, bien attende. »

## Classification
Selon la classification des contes-types d'Aarne et Thompson, L'Ourse est rangé dans les contes de type AT 510B, « L'Habit d'or, d'argent et d'étoiles ». Font également partie ce type le conte de Perrault Peau d'Âne et Toutes-Fourrures (KHM 65), version de Peau d’âne recueillie par les frères Grimm. Le conte comporte certains points de similitude avec Thibaud et Doralice, histoire figurant dans le recueil Les Nuits facétieuses de Giovanni Francesco Straparola (I-4), bien que la peau d'animal en soit absente et qui, classé dans les contes-types AT 706C (« Le Père qui voulait épouser sa fille »), est parfois lui aussi rangé dans les contes-types AT 510B.

## Sources et bibliographie

### Texte en ligne
- (en) « The She-Bear »., d'après la traduction en anglais de John Edward Taylor. – sur le site surlalune.com

### Ouvrage de référence
- (fr) Paul Delarue, Marie-Louise Ténèze, Le Conte populaire français, édition en un seul volume reprenant les quatre tomes publiés entre 1976 et 1985, Maisonneuve et Laroze, coll. « Références », Paris, 2002  (ISBN 2-7068-1572-8). Tome 2 (1964), p. 256-267.